# Терентьєва Нонна Миколаївна
Терентьєва (Новосядлова) Нонна Миколаївна (1942—1996) — радянська, російська акторка театру і кіно.

## Життєпис
Народилася 1942 в Баку в родині Антоніни та Миколи Новосядлових. Її батько був військовим, і сім'я часто переїжджала, поки не переїхали в Київ.
Вступила до Київського театрального інституту, згодом пішла з нього і вступила до Московського театрального училища імені Б. Щукіна.
1966—1967 рр. — акторка театру імені К. С. Станіславського в Москві.
З 1967 по 1971 рр. працювала в Київському театрі імені Лесі Українки, але потім знову повернулася до Москви.
1971—1972 рр. — акторка Центрального академічного театру Радянської Армії в Москві. 
1973—1980 рр. — акторка Московського театру імені Н. В. Гоголя. 
1980—1992 рр. — акторка Театру-студії кіноактора.
Дебютувала в кінематографі в картині кіностудії ім. О. Довженка «Бухта Олени» (1963). Зіграла близько тридцяти ролей у фільмах, телевиставах і серіалах. Особливу популярність принесли роботи в картинах «Крах інженера Гаріна» (1973, екранізація роману Олексія Толстого «Гіперболоїд інженера Гаріна») та «Транссибірський експрес» (1977).
Знялась в українських фільмах: «Сеспель» (1970, Туся), «Осяяння» (1971, Олена), «Талант» (1977, дружина Подрайського), «Червоні черевички» (1986, відьма), «Повітряні пірати» (1992, кінорежисерка).
Працювала на дубляжі кінофільмів («Татусі» (1983, Крістін Мартен — роль Анни Дюпре) та ін.).
Померла від раку грудей у березні 1996 року. Похована в Москві на Троєкурівському цвинтарі.

## Фільмографія
(неповна)
- Бухта Олени (1963, Олена Токмакова)
- Найповільніший поїзд (1963, Лена)
- У місті С. (1966, Катерина Іванівна Туркіна)
- Жарт (1966, Надійка)
- Дворянське гніздо (1969, Жюстина)
- Троє (1970, Тетяна Автономова)
- Сеспель (1970)
- Осяяння (1971, Олена Морозенко)
- Моє життя (1972, Анюта Благово)
- Крах інженера Гаріна (1973, Зоя Монроз)
- Таланти і шанувальники (1973, Ніна Василівна Смельская)
- Шалене золото (1976, Івонн Траут)
- Талант" (1977, дружина Подрайського)
- Транссибірський експрес (1977, Олександра Демидова)
- Кілька днів з життя Обломова (1979, гостя)
- Пригоди графа Невзорова (1982, Анна Григорівна)
- Срібне ревю (1982, балетмейстерка)
- Улюбленець публіки (1985)
- Співучасть у вбивстві (1985, Бет Тайсон)
- Залізна завіса (1986, СРСР, Чехословаччина, НДР, Польща; Ірина)
- Червоні черевички (1986, відьма)
- Повітряні пірати (1992, кінорежисерка)
- Залізна завіса (1994, Нонна Миколаївна)
- Королева Марго (1996—1997, епізод) — остання роль